# Hitman 2
Hitman 2 ist ein Stealth-Videospiel, das von IO Interactive entwickelt und am 13. November 2018 von Warner Bros. Interactive Entertainment für Microsoft Windows, PlayStation 4, Xbox One und Stadia veröffentlicht wurde. Es ist der siebte Hauptteil der Hitman-Serie und das zweite Spiel in der World-of-Assassination-Trilogy. Als Fortsetzung des in Hitman begonnenen Handlungsbogens folgt die Geschichte des gentechnisch veränderten Attentäters Agent 47, wie er den mysteriösen Shadow Client (englisch ‚Schattenklient‘) und seine Verbündeten jagt, die ihrerseits versuchen, die geheime Organisation Providence zu zerstören, die unbemerkt die Strippen in der ganzen Welt zieht. Nachdem er jedoch die Identität des Shadow Client aufgedeckt hat, wechseln er und seine Verbündete, Diana Burnwood, die Seite und helfen diesem bei der Suche nach den Providence-Anführern.
Hitman 2 wurde allgemein positiv bewertet und von Kritikern als eine Verbesserung gegenüber seinem Vorgänger betrachtet. Der letzte Teil der World-of-Assassination-Trilogie, Hitman 3, wurde am 20. Januar 2021 für Xbox One, Xbox Series, PlayStation 4, PlayStation 5, Microsoft Windows, Nintendo Switch und Stadia veröffentlicht.
Seit dem 26. Januar 2023 ist das Spiel nicht mehr zum Kauf erhältlich. Den Großteil der Inhalte, u. a. alle Missionen des Hauptspiels, sind seitdem für alle Käufer von Hitman 3 kostenlos verfügbar.

## Gameplay
Das Gameplay von Hitman 2 ähnelt dem der vorherigen Ausgabe und ist Action-Adventure-Stealth-basiert. Der Spieler steuert den Hauptcharakter Agent 47 aus der Third-Person-Perspektive, einen Auftragsmörder, der für die International Contract Agency (ICA) arbeitet, während er zu verschiedenen Orten auf der ganzen Welt reist, um hochrangige kriminelle Ziele zu eliminieren. Das Spiel bietet acht Missionen, die an verschiedenen Orten stattfinden.
Das Spiel führt erschütternde Objekte ein, mit denen NPCs bewusstlos geschlagen werden können, und führt die Aktentasche wieder ein, in denen der Spieler große Waffen wie Scharfschützengewehre in der Öffentlichkeit verbergen und tragen kann, ohne Verdacht zu erregen. Die Ankündigung des Spiels wurde von der Veröffentlichung eines kooperativen Mehrspielermodus mit dem Titel Sniper Assassin begleitet, der sofort für diejenigen verfügbar war, die Hitman 2 vorbestellten. Dieser Modus wurde auch mit allen Kopien von Hitman 2 gebündelt, als das Spiel veröffentlicht wurde. In diesem Modus müssen die Spieler Ziele mit einem Scharfschützengewehr innerhalb eines festgelegten Zeitlimits eliminieren. Zusätzlich zu Agent 47 können Spieler auch als ICA-Agenten Knight und Stone auftreten, die beide Zugriff auf einzigartige Munitionstypen haben. Der Online-Multiplayer-Aspekt dieses Modus sollte vor der Veröffentlichung von Hitman 3 aus dem Spiel entfernt werden. Der andere Multiplayer-Modus, der Ghost-Modus, wurde am 31. August 2020 offline geschaltet.
Wie beim Vorgänger des Spiels bietet Hitman 2 die zeitlich begrenzten Missionen, sogenannte „Elusive Targets“. Der britische Schauspieler Sean Bean porträtiert das erste schwer fassbare Ziel im Spiel. Auch alle Kapitel aus Hitman, dem ersten Teil der Reihe, sind in Hitman 2 spielbar, insofern der Spieler es besitzt oder den Zugangspass bei Hitman 2 dafür kauft. Die verbesserte Engine fügt dem Gameplay Verbesserungen hinzu, beispielsweise dass Charaktere in Spiegeln zu sehen sind.

## Zusammenfassung

### Missionen
| Nummer | Name der Mission     | Schauplatz       | Ziel(e)                                                   |
| ------ | -------------------- | ---------------- | --------------------------------------------------------- |
| 1      | Nächtlicher Besuch   | Hawke’s Bay      | - Alma Reynard                                            |
| 2      | Die Ziellinie        | Miami            | - Robert Knox - Sierra Knox                               |
| 3      | Dreiköpfige Schlange | Santa Fortuna    | - Rico Delgado - Andrea Martinez - Jorge Franco           |
| 4      | Geisterjagd          | Mumbai           | - Wazir Kale (The Maelstrom) - Vanya Shah - Dawood Rangan |
| 5      | Ein anderes Leben    | Whittleton Creek | - Janus - Nolan Cassidy                                   |
| 6      | Die Ark-Gesellschaft | Isle of Sgáil    | - Zoe Washington - Sophia Washington                      |

| Nummer | Name der Mission    | Schauplatz   | Ziel(e)                                              |
| ------ | ------------------- | ------------ | ---------------------------------------------------- |
| 7      | Goldener Handschlag | New York     | - Athena Savalas                                     |
| 8      | The Last Resort     | Haven Island | - Tyson Williams - Ljudmila Vetrova - Steven Bradley |

| Nummer | Name der Mission          | Schauplatz  | Ziel(e)                                            |
| ------ | ------------------------- | ----------- | -------------------------------------------------- |
| 1      | The Last Yardbird         | Himmelstein | - Dorian Lang - Guillaume Maison - Doris Lee       |
| 2      | Die Feder und das Schwert | Hantu-Hafen | - Re Tak - Lhom Kwai - Jin Noo                     |
| 3      | Verbrechen und Strafe     | Sibirien    | - Roman Khabko - Vitaly Reznikov - Siberian Tigers |

### Handlung

#### Hauptspiel
Nach den Ereignissen vom ersten Teil, Hitman, begibt sich Agent 47 auf die Mission, den mysteriösen Shadow Client zu jagen, der augenscheinlich mit Providence, einer geheimnisvolle Organisation, die unbemerkt die Strippen in der gesamten Welt zieht, in Verbindung steht. Der Arbeitgeber von 47, die International Contract Agency (ICA), hat eine Allianz mit Providence geschlossen, um den Shadow Client zu stoppen, dessen Aktionen weltweite Panik auslösen. 47 hat sich bereiterklärt, bei dieser Jagd zu helfen, im Gegenzug soll Providence ihm seine Vergangenheit enthüllen, an die er sich nicht erinnern kann.
Er beginnt damit, eine der besten Leutnants des Shadow Client, Alma Reynard, in ihrem Haus in Neuseeland, und den Technik-Mogul und Providence-Überläufer Robert Knox zusammen mit seiner Tochter Sierra Knox auf einer Rennstrecke in Miami zu eliminieren. Die Anführer von Providence sind bestürzt, als mehrere mit der Organisation verbundene CEOs und Business-Tycoons ermordet werden. Der Shadow Client wird offiziell als Lucas Grey identifiziert, der frühere Sicherheitschef des verstorbenen Providence-Schlüsselinhabers Eugene Cobb. Grey verfolgt aus seinem Versteck in Mitteleuropa seine eigenen Pläne mit der Hacktivistin Olivia Hall und plant, 47 für seine Suche nach der Zerstörung von Providence auf seine Seite zu bringen.
Im kolumbianischen Dorf Santa Fortuna ermordet 47 die drei Anführer des Delgado-Kartells, die ihr Schmuggelnetz und ihre Geschäftsbeziehungen genutzt haben, um Grey und seiner Miliz zu helfen. Diana Burnwood, die Verbündete und Auftragsgeberin von 47, berichtet Providence über den Erfolg der Mission, als sie die Gräber ihrer Familie in Surrey besuchte. Rückblenden zeigen, dass sie miterlebt hat, wie ihre Eltern durch eine Autobombe getötet wurden, nachdem sie versucht hatten, die für den Tod ihres Bruders verantwortliche Firma vor Gericht zu ziehen. Grey und seine Miliz stehlen einen Gegenstand aus einem Labor der Ether Corporation in Johannesburg, wobei Grey selbst eine Geiselsituation mit einem weiteren Schlüsselträger von Providence in einer Tiefgarage nutzt, um Zugang zu internen Informationen der Organisation zu bekommen, damit er der Welt öffentlich die Existenz von Providence zeigen und beweisen kann. In der Zwischenzeit nimmt sich 47 der Mission an, in Mumbai einen weiteren Leutnant Greys, Wazir Kale, den Maelstrom, und zwei seiner Mitarbeiter, Dawood Rangan, einen Filmproduzenten, und Vanya Shah, die selbsternannte Slumkönigin, auszuschalten.
47 folgt Greys Spur nach Rumänien und findet ihn in derselben Anstalt, in der er von Dr. Ort-Meyer geschaffen wurde. Grey enthüllt, dass er auch ein genmanipulierter Mensch ist, der von Ort-Meyer geschaffen wurde. 47 erinnert sich bruchstückhaft daran, wie er sich als Kind mit Grey angefreundet hat, der damals als Subject 6 (englisch ‚Testperson 6‘) bekannt war, und die beiden schlossen sich zusammen, sich an denen zu rächen, die dafür verantwortlich waren, dass die beiden zu Attentätern wurden. Nach dieser Enthüllung trifft Diana Grey und Hall in Berlin, wo Grey verrät, dass Ort-Meyer Mitglied von Providence war, die Organisation von drei Exekutivmitgliedern kontrolliert wird, die als Partner bekannt sind und deren oberster Befehlshaber als Die Konstante bekannt ist. Nachdem Greys und 47s ursprünglicher Plan, die Partner auszuschalten, gescheitert war, beschlossen sie, 47s Erinnerungen zu löschen, wobei Grey entkommen konnte, bevor seine Erinnerungen gelöscht wurden. Greys Ziel ist es, die Konstante zu erfassen, da er die einzige Person ist, die die Identität der Partner kennt. Sein einziger Hinweis ist jedoch, dass 47 die Identität der ersten Konstante kannte, als er Ort-Meyer Jahrzehnte zuvor besuchte. Grey enthüllt, dass der Gegenstand, den er in Johannesburg gestohlen hatte, ein Gegenmittel war, das dem Gedächtnisverlust von 47 entgegenwirken könnte. Diana zögert zunächst, mit Grey zu arbeiten, akzeptiert aber schließlich 47s Wunsch, das Gegenmittel einzunehmen.
Durch das Gegenmittel kann sich 47 daran erinnern, dass die erste Konstante ein legendärer KGB-Spionagemeister war, der als Janus bekannt ist. Um Janus näher zu kommen, reicht Diana einen gefälschten Bericht bei der ICA ein, in dem Janus als der wahre Shadow Client identifiziert wird, während sie behauptet, Grey sei nur ein Untergebener. Damit gibt sie 47 den notwendigen Vorwand, Janus zu ermorden, der nach seiner Pensionierung in der Vorstadt Whittleton Creek in Vermont lebt. Während der Ausführung des Attentats findet 47 Beweise dafür, dass Janus vorhatte, die Konstante bei einer Gala der Ark-Gesellschaft zu treffen, einer plutokratischen Überlebensgruppe, die Janus während seiner Amtszeit als Konstante gegründet hatte. Nachdem Hall den Ort der Gala auf einer abgelegenen Insel im Nordatlantik ermittelt hat, reist 47 dorthin, um die Konstante zu entführen und Zoe und Sophia Washington, die neu ernannten Vorsitzenden der Ark-Gesellschaft, zu eliminieren, die jeweils einen Killschalter für einen in den Hals der Konstante implantierten, fernausgelösten Giftchip für den Fall, dass diese abtrünnig wird, ausgehändigt bekommen haben. Dieses Arrangement ist so geheim, dass nicht einmal die Konstante in Kenntnis darüber ist. 47 tötet die Washington-Zwillinge und benutzt dann die Killschalter, um der Konstante erst zu verraten, dass diese von den Zwillingen kamen und sie dann damit zu erpressen, mit ihm mitzukommen.
Nach der Mission wird die Konstante zu einem Schiff gebracht, um den Giftchip chirurgisch entfernen zu lassen und um die Identität der Partner zu ermitteln. Nachdem er enthüllt hat, dass sie jeweils Vertreter der drei Familien sind, die Providence gegründet haben – die Familien Ingram, Carlisle und Stuyvesant, gehen 47 und Grey, um sie aufzuspüren. Die Konstante bleibt mit Diana allein und verspottet sie, indem sie sagt, dass sie nicht alles über 47 weiß. Ein letzter Rückblick impliziert, dass Burnwoods Eltern durch einen Anschlag von einer gewissen Testperson 47 ermordet wurden.

#### Zusatzinhalte
Als 47 und Grey ihre Suche nach den Partnern beginnen, teilt Diana ihnen mit, dass Hall kürzlich Todesanzeigen für alle drei gefunden hat, was die Gruppe zu dem Schluss kommen lässt, dass die Partner ihren Tod vorgetäuscht haben und planen, um ihr Leben unter neuen Identitäten wieder aufzunehmen. Die Konstante, die diesen Notfallplan anscheinend nicht kennt, fordert 47 und Grey auf, ihren Bankkonten zu folgen, was sie zur Filiale der Milton-Fitzpatrick-Bank in New York führt. 47 infiltriert die Bank, um persönliche Daten der Partner aus den internen Datenbanken abzurufen und eliminiert die Direktorin und Providence-Mitarbeiterin Athena Savalas, sodass die Partner nicht von der Infiltration erfahren können.
Mit den von der Bank erhaltenen Daten entdeckt Hall, dass die Partner hohe Gebühren an HAVEN gezahlt haben, ein auf den Malediven ansässiges Unternehmen, das heimlich neue Identitäten für wohlhabende Kriminelle schafft. Damit Hall in die Server von HAVEN eindringen kann, gibt sich 47 als Kunde unter seinem klassischen Decknamen Tobias Rieper aus, um das Inselresort des Unternehmens zu infiltrieren und die Miteigentümer von HAVEN zu eliminieren, um damit zu verhindern, dass sie den Zugriff auf die Server in den aus Sicherheit eingestellten Zeitabständen von 10 Stunden zurücksetzen können. Als Hall Zugriff auf die Dateien von HAVEN über die Partner erhält, stellt sie fest, dass die kontrollierenden Geschäftsanteile, die effektiv das Rückgrat von Providence bilden, nicht ihrer neuen Identität zugewiesen wurden, sondern der Konstante selbst unter dem Pseudonym Arthur Edwards. Nach dieser Entdeckung beeilt sich Diana, um nach der Konstante zu sehen, nur um festzustellen, dass diese entkommen ist. Trotz dieses Rückschlags hat Hall die Standorte aller Partner erhalten und informiert 47 und Grey, die sich darauf vorbereiten, sie zu jagen.

### Charaktere
Agent 47
Agent 47 wird in der Serie als unfehlbar, der diskreteste und präziseste Auftragsmörder der Welt beschrieben. Durch seine Genmanipulation ist er schneller und intelligenter als andere Menschen, verfehlt niemals sein Ziel, ist ein verhältnismäßig emotionsloser Attentäter und wirkt allgemein unantastbar. Nichtsdestotrotz hat er eine sehr feste Bindung zu den wenigen Personen, mit denen er eng zusammenarbeitet wie Diana Burnwood und im späteren Verlauf der Story auch Lucas Grey und seiner Verbündeten Olivia Hall. Später wird deutlich, dass er Probleme damit hat, seine Vergangenheit als Mörder der Eltern seiner Verbündeten zu akzeptieren.
Lucas Grey
Lucas Grey ist ein Einzelgänger, der erst allein bzw. nur mit seiner Privatmiliz und später zusammen mit Agent 47 versucht, die Vormachtstellung von Providence zu kippen und die gesamte Organisation zu zerschlagen. Im Gegensatz zu 47 kann er sich noch an alles aus seiner Vergangenheit erinnern, es emotional fühlen und ist als Folge dessen noch misstrauischer als dieser, sodass er selbst Diana Burnwood gegenüber dauerhaft Zweifel hat.
Diana Burnwood
Diana Burnwood ist mit 47 die weltbeste Auftragsmörderin bzw. in der Planung an den Attentaten beteiligt. Sie arbeitet für die International Contract Agency, von der sie sich mit der Zeit aber immer mehr distanziert und gibt 47 den Auftrag für all seine Ziele.

## Soundtrack
| Nr.          | Titel                | Länge |
| ------------ | -------------------- | ----- |
| 1.           | Agent and Handler    | 3:40  |
| 2.           | The Story So Far     | 2:10  |
| 3.           | Blank Cheque         | 2:20  |
| 4.           | Race Day in Miami    | 1:37  |
| 5.           | The Finish Line      | 5:32  |
| 6.           | Santa Fortuna Blues  | 1:33  |
| 7.           | Three-Headed Serpent | 4:45  |
| 8.           | Untouchable          | 3:05  |
| 9.           | Losing Control       | 2:52  |
| 10.          | Mumbai Maelstrom     | 1:13  |
| 11.          | Chasing a Ghost      | 7:10  |
| 12.          | Suburbia Retired     | 1:40  |
| 13.          | Another Life         | 5:34  |
| 14.          | Isle of Sgàil        | 5:09  |
| 15.          | Golden Handshake     | 4:54  |
| 16.          | Maldivian Haven      | 3:15  |
| 17.          | The Last Resort      | 5:09  |
| 18.          | Approaching Storm    | 2:28  |
| Gesamtlänge: | Gesamtlänge:         | 64:06 |

## Veröffentlichung
Das Spiel wurde am 7. Juni 2018 während eines Livestreams von Warner Bros. Interactive Entertainment angekündigt. Hitman 2 wurde am 13. November 2018 veröffentlicht, obwohl diejenigen, die die Gold- oder Sammleredition des Spiels direkt über den WB-Online-Shop vorbestellt haben, vier Tage früher Zugang zum Spiel erhielten: am 9. November. Im Gegensatz zu seinem Vorgänger ist Hitman 2 nicht episodisch.
Nach der ersten Veröffentlichung des Spiels wurden zwei kostenpflichtige Erweiterungen angekündigt, die jeweils neue Orte, Missionen, Scharfschützen-Karten, Outfits und Waffen hinzufügen. Gold Edition-Besitzer erhalten beide Erweiterungen, während Silver Edition-Besitzer nur die erste Erweiterung erhalten. Der erste DLC-Standort in einer Bank in New York City wurde am 25. Juni 2019 veröffentlicht. Der zweite DLC-Standort auf einer Insel auf den Malediven wurde am 24. September 2019 veröffentlicht.
| Features            | Features                               | Standard Edition | Steelbook Edition (nur für Europa und Australien) | Silver Edition (nur digital erhältlich) | Gold Edition | Collector's Edition (Nur für Europa PC Edition) |
| ------------------- | -------------------------------------- | ---------------- | ------------------------------------------------- | --------------------------------------- | ------------ | ----------------------------------------------- |
| Hitman 2            | Hitman 2                               | ja               | ja                                                | ja                                      | ja           | ja                                              |
| Digitale Versionen  | Sniper Assassin Modus                  | ja               | ja                                                | ja                                      | ja           | ja                                              |
| Digitale Versionen  | ICA 19 Blackballer-Pistole             | nein             | nein                                              | ja                                      | ja           | ja                                              |
| Digitale Versionen  | Italienische Schwarze Lederaktentasche | nein             | nein                                              | ja                                      | ja           | ja                                              |
| Digitale Versionen  | Erweiterung 1                          | nein             | nein                                              | ja                                      | ja           | ja                                              |
| Digitale Versionen  | Früherer Zugang zum Hauptspiel         | nein             | nein                                              | nein                                    | ja           | ja                                              |
| Digitale Versionen  | Erweiterung 2                          | nein             | nein                                              | nein                                    | ja           | ja                                              |
| Digitale Versionen  | Explosive Gummiente                    | nein             | nein                                              | nein                                    | ja           | ja                                              |
| Digitale Versionen  | Schwarzer Mitternachtsanzug            | nein             | nein                                              | nein                                    | ja           | ja                                              |
| Physische Versionen | Replika-Waffenkoffer                   | nein             | nein                                              | nein                                    | nein         | ja                                              |
| Physische Versionen | Exklusive Metallbox                    | nein             | ja                                                | nein                                    | ja           | ja                                              |
| Physische Versionen | Patronen-Schlüsselring                 | nein             | nein                                              | nein                                    | nein         | ja                                              |
| Physische Versionen | Gummiente                              | nein             | nein                                              | nein                                    | nein         | ja                                              |
| Physische Versionen | Signatur-Münze                         | nein             | nein                                              | nein                                    | nein         | ja                                              |

Ein früher Fehler zu Release von Hitman 2, oft auch ‚Homing-Aktenkoffer‘ genannt, ereignete sich, wenn ein Aktenkoffer auf ein Ziel geworfen wurde, wobei die Aktentasche um ihre eigene Achse rotierte und langsam auf das Ziel zuflog, selbst wenn sich das Ziel bewegte. Das Homing-Verhalten ist ein beabsichtigtes Merkmal aller in Hitman geworfenen Nahkampf-Gegenstände, aber die Geschwindigkeit war ungewöhnlich. Während IO Interactive die Geschwindigkeit in Update 2.14 (ungefähr vier Monate nach der Veröffentlichung) korrigierte, erkannten die Entwickler den Fehler später an und fügten ein spezielles Aktenkofferelement hinzu, den Executive Briefcase MKII, dessen Geschwindigkeit beim Homing wiederhergestellt wurde und das am 8. August 2019 als Teil des Challenge Packs „Best Case Scenario“ veröffentlicht wurde. Diese Aktentasche verfolgt das Ziel, auf das sie geworfen wird, beabsichtigt langsamer als normalerweise.

## Rezeption
Hitman 2 erhielt laut Metacritic „allgemein positive“ Bewertungen. Auch GameSpot gab dem Spiel eine positive Bewertung: „Hitman 2 ist eine vertraute Erfahrung, aber in der Hitman-Welt ist Vertrautheit eine unglaubliche Stärke.“ The Verge lobte das Schreiben des Spiels: „Hitman 2 ist das raffinierteste und lohnendste Spiel der Serie“, feststellend, dass es sich um eine fehlerfreie Ausführung handelte. The Guardian gab dem Spiel 4/5 Sterne und schrieb: „Attentatsmissionen, die List belohnen - wie das Tragen eines riesigen Flamingo-Anzugs oder das Lösen des Rads eines Rennfahrers - machen dies zu einer überraschend kreativen Fortsetzung.“

### Verkauf
Hitman 2 debütierte auf dem zehnten Platz in den britischen All-Format-Verkaufscharts. Es wurde in einer wettbewerbsorientierten Woche veröffentlicht, in der auch andere neue Veröffentlichungen erschienen, darunter Pokémon: Let's Go, Spyro Reignited Trilogy und Fallout 76. In Japan verkaufte sich die PlayStation-4-Version innerhalb ihrer Debütwoche 10.162 mal. Damit war sie das fünftbeste Einzelhandelsspiel der Woche im Land.

### Auszeichnungen
Das Spiel wurde für „Control Design, 3D“ und „Game, Franchise Adventure“ bei den National Academy of Video Game Trade Reviewers Awards nominiert.